# 李智国
李智国（？—），中國共產黨黨员，中華人民共和國政治人物、軍事人物、中國人民解放军少將。

## 生平
曾任内蒙古军区副司令员、北京卫戍区副司令员。